# Понте Ферајоли (Латина)
Понте Ферајоли је насеље у Италији у округу Латина, региону Лацио.
Према процени из 2011. у насељу је живело 108 становника. Насеље се налази на надморској висини од 5 м.